# نهر كيش
يتدفق نهر كيش (بالبلوشي: كيچ كور) من منطقة مكران جنوب شرق إيران والمنطقة الجنوبية الغربية من محافظة بلوشستان في جنوب غرب باكستان.

## الجغرافية
النهر الموسمي المتقطع هو أحد روافد نهر دشت. يتدفق نهر دَشت إلى الجنوب الشرقي في سلسلة جبال مكران الوسطى في منطقة جوادر في بلوشستان، ويصب في خليج عمان على بحر العرب.

### الاستخدامات
تقع مدينة تربت على نهر كيش. تُستخدم مياه النهر لري البساتين ولزراعة الخضروات في المناطق المحيطة.

### الفيضان
المنطقة عرضة للفيضانات بواسطة نهر كيش. في يونيو 2007 دخلت مياه الفيضان مدينة تربت بعد أن فاض النهر على ضفتيه، وتأثر الآلاف. كما زاد تيار سد ميراني على نهر دشت من المخاطر.